# Lyrical Sympathy
Lyrical Sympathy je prvním albem skupiny Versailles -Philharmonic Quintet-. Jedná se o EP.

## Seznam skladeb
| Pořadí         | Název                          | Hudba          | Text           | Délka |
| -------------- | ------------------------------ | -------------- | -------------- | ----- |
| 1.             | Intro                          | Kamijo         |                | 1:10  |
| 2.             | The Love from a Dead Orchestra | Kamijo         | Kamijo         | 8:29  |
| 3.             | Shout & Bites                  | Kamijo         | Kamijo         | 3:59  |
| 4.             | Beast of Desire                | Hizaki         | Kamijo         | 4:26  |
| 5.             | Forbidden Gate                 | Hizaki         | Kamijo         | 4:39  |
| 6.             | The Red Carpet Day             | Teru           | Kamijo         | 4:24  |
| 7.             | Sympathia                      | Hizaki         | Kamijo         | 6:08  |
| Celková délka: | Celková délka:                 | Celková délka: | Celková délka: | 33:15 |